# Brandnertal
Brandnertal (også kaldet Brandner Tal) er en dal i den østrigske delstat Vorarlberg, som også er navnet på et skisportssted opkaldt efter dalen.

## Geografi
Brandnertal er beliggende mellem Bludenz (hhv. Bürs) og Lünersee, hvor det højeste bjerg er Schesaplana i bjergkæden Rätikon. Floden Alvier har sit løb her, og i den nederste del går igennem Bürser Schlucht, som har en vandresti.
Dalen består af kommunerne Brand og Bürserberg.

## Turisme
Brand bliver om vinteren besøgt af 160.000 gæster, og om sommeren af 105.000. Der er anlagt en aktivetetssti med dyr.  Der er blevet investeret en hel del penge i lavinekontrol og vanddæmning for at sætte skub i turismen. 

### Skiområder
| Svævebane                   | Type                   | Idriftsættelse | Længde | Kapacitet pr time | Producent  | Erstatning for       |
| --------------------------- | ---------------------- | -------------- | ------ | ----------------- | ---------- | -------------------- |
| Panoramabahn Burtschasattel | 60er svævebane         | 2007           | 1564   | 800               | Steurer    |                      |
| Palüdbahn                   | 8er gondolbane         | 2010           | 1604   | 1430              | Doppelmayr | 2er stolelift        |
| Dorfbahn Brand              | 8er gondolbane         | 2007           | 1120   | 2400              | Doppelmayr | 2er stolelift        |
| Glattjochbahn               | 6 high-speed stolelift | 1999           | 1878   | 2400              | Doppelmayr | Ski lift, T-bar lift |
| Gulmabahn                   | 6 high-speed stolelift | 1998           | 1219   | 2019              | Doppelmayr |                      |
| Einhornbahn II              | 4-sæders stolelift     | 1999           | 1088   | 1600              | Doppelmayr | Træklift             |
| Loischkopf                  | 2er stolelift          | 1996           | 927    | 1427              | Doppelmayr |                      |
| Niggenkopfbahn II           | 2er stolelift          | 1976           | 744    | 1440              | Doppelmayr |                      |
| Einhornbahn I               | 2er stolelift          | 1972           | 1120   | 900               | Doppelmayr |                      |

### Sommerturisme
Mens vinterturismen er præget af ski og after-ski, så er sommerturismen præget af både familierne og de vandrelystne. I Alperne findes der bemandede og ubemandede hytter, blandt andet drevet af Deutscher & Österreichischer Alpenverein, hvor man i sommerhalvåret kan overnatte. Til de ubemandede hytter kan man mod depositum få en nøgle gennem blandt andet Alpenverein.

#### Vandreveje
| Navn                                               | Længde  | Højdemeter | Niveau | Varighed            |
| -------------------------------------------------- | ------- | ---------- | ------ | ------------------- |
| Ved Kesselfall / Brand                             | 2,6 km  | 102 m      | Let    | 1 timer 30 minutter |
| Schattenlagant Hütte / Brand                       | 7,7 km  | 421 m      | Let    | 2 timer 45 minutter |
| Bürser Schlucht / Bürs                             | 4,8 km  | 220 m      | Let    | 2 timer             |
| Heinrich-Hueter Hütte / Brand                      | 9,4 km  | 610 m      | Let    | 4 timer 30 minutter |
| Rundtur ”Biotop Schloss Rosenegg” / Bürs           | 2,8 km  | 71 m       | Let    | 1 time 30 minutter  |
| Untere Brüggele Alpe / Brand                       | 6,9 km  | 410 m      | Let    | 2 timer 30 minutter |
| Schesamurbruch-Tschengla / Bürserberg              | 9,7 km  | 598 m      | Let    | 3 timer 30 minutter |
| Ved vandfaldet ”Ausserberg” / Bürserberg           | 4,9 km  | 127 m      | Let    | 1 time 15 minutter  |
| Hinterburgweg-Letschaweg / Bürs                    | 5,8 km  | 53 m       | Let    | 1 time 30 minutter  |
| Alpevandring ved Alpe Rona / Bürserberg            | 1,1 km  | 26 m       | Let    | 30 minutter         |
| Alvierbachweg / Brand                              | 4,8 km  | 120 m      | Let    | 1 time 30 minutter  |
| Parpfienzrundweg / Brand                           | 4 km    | 174 m      | Let    | 1 time 30 minutter  |
| Illweg / Bürs                                      | 4,7 km  | 12 m       | Let    | 1 time 15 minutter  |
| Brand – Lünersee – Totalp Hütte / Brand            | 7,4 km  | 1093 m     | Mellem | 3 timer 30 minutter |
| Bürserberg-Ausserberg Rundweg / Bürserberg         | 5,7 km  | 196 m      | Let    | 2 timer             |
| Schaftobel-Rundweg / Bürserberg                    | 4,6 km  | 141 m      | Let    | 1 time              |
| Sarotla Tal – Sarotla Hütte / Brandnertal          | 11 km   | 773 m      | Mellem | 4 timer             |
| Lünersee-Rundweg / Brand                           | 6,1 km  | 110 m      | Let    | 2 timer             |
| Furkla-Höhenweg / Bürserberg                       | 10,8 km | 317 m      | Let    | 3 timer 15 minutter |
| Bürserberg rundtur over Parzelle Zugs / Bürserberg | 3,3 km  | 102 m      | Let    | 1 time              |
| Mottakopfweg / Bürserberg                          | 4,6 km  | 136 m      | Let    | 1 time 30 minutter  |

#### Bjergvandringer
| Navn                                                          | Længde  | Højdemeter | Niveau | Varighed            |
| ------------------------------------------------------------- | ------- | ---------- | ------ | ------------------- |
| Heinrich-Hueter Hütte / Brand                                 | 9,4 km  | 610 m      | Mellem | 4 timer 30 minutter |
| Fra Lünersee til Lindauer Hütte / Brand – Latschau/Tschagguns | 22,9 km | 1437 m     | Mellem | 8 timer 45 minutter |
| Brand – Amatschonjoch – Nenzinger Himmel / Brand              | 21,4 km | 1457 m     | Mellem | 9 timer             |
| Mondspitze, 1967 m / Bürserberg                               | 8,4 km  | 741 m      | Mellem | 4 timer 30 minutter |
| Schesaplana rundtur (2 dage) / Brand                          | 24,7 km | 2061 m     | Svær   | 9 timer 30 minutter |
| Schillerkopf, 2006 m / Bürserberg                             | 8,4 km  | 811 m      | Mellem | 4 timer 30 minutter |
| Over Gamsluggen til Totalphütte / Brand                       | 11,7 km | 680 m      | Svær   | 5 timer             |
| Schesaplana, 2965 m / Brand                                   | 13,2 km |            | Svær   | 6 timer 30 minutter |
| Mottakopf, 2176 m / Brand                                     | 13,3 km | 1107 m     | Svær   | 6 timer             |
| Over Zimbajoch til Lünersee / Brand                           | 16,4 km | 1924 m     | Svær   | 9 timer             |

#### Cykelture
Ud over eksempler på cykelruter nedenfor så finder man også Bikepark Brandnertal ved Bürserberg, som har en del downhill-ruter i forskellige sværhedsgrader. Man kommer derop (inkl cykel – dog ikke e-cykel) med Loischbahn, som dog ikke transporterer cykler nedad igen.
| Navn                                           | Længde  | Højdemeter | Niveau | Varighed            |
| ---------------------------------------------- | ------- | ---------- | ------ | ------------------- |
| Lille rundtur rundt om Loischkopf / Bürserberg | 13,7 km | 515 m      | Let    | 2 timer             |
| Tur ved Loischkopf / Brand-Bürserberg-Bürs     | 22,8 km | 1058 m     | Mellem | 5 timer 30 minutter |
| Lille rundtur Brandnertal / Brand-Bürserberg¨  | 23,5 km | 942 m      | Let    | 3 timer 30 minutter |
| Rundtur Brandnertal / Brand-Bürserberg-Bürs    | 31,1 km | 1367 m     | Svær   | 6 timer 30 minutter |
| Tur ved Nenzingerberg / Bürserberg-Nenzing     | 36,3 km | 1362 m     | Svær   | 6 timer 30 minutter |
| Fra Bürs til Brand / Bürs-Brand                | 18 km   | 661 m      | Mellem | 2 timer 45 minutter |

## Weblinks
- Wikimedia Commons har flere filer relateret til Brandnertal
- Skigebiet Brandnertal
- Alpenregion Vorarlberg